# Spånga (stacja kolejowa)
Spånga – stacja kolejowa w Spånga, w Gminie Sztokholm, w regionie Sztokholm, Szwecji.
Stacja znajduje się na Mälarbanan, 11,3 km od głównego dworca kolejowego w Sztokholmie. Pierwszą stację otwarto wraz ze Stockholm-Västerås-Bergslagens Järnvä 15 grudnia 1876. Początkowo obsługiwała zarówno dalekobieżne i lokalne pociągów do Kungsängen. 1888 otwarto linię do Lövsta i Hässelby villastad. W 1908 zbudowano nowy budynek dworca, zaprojektowany przez architekta Erika Lallerstedta, który został zburzony w 1975 roku i zastąpiona przez nowy budynek, który z kolei został zastąpiony przez ponownie nowym budynkiem w 2004.
Dziennie obsługuje około 6 000 pasażerów.

## Galeria

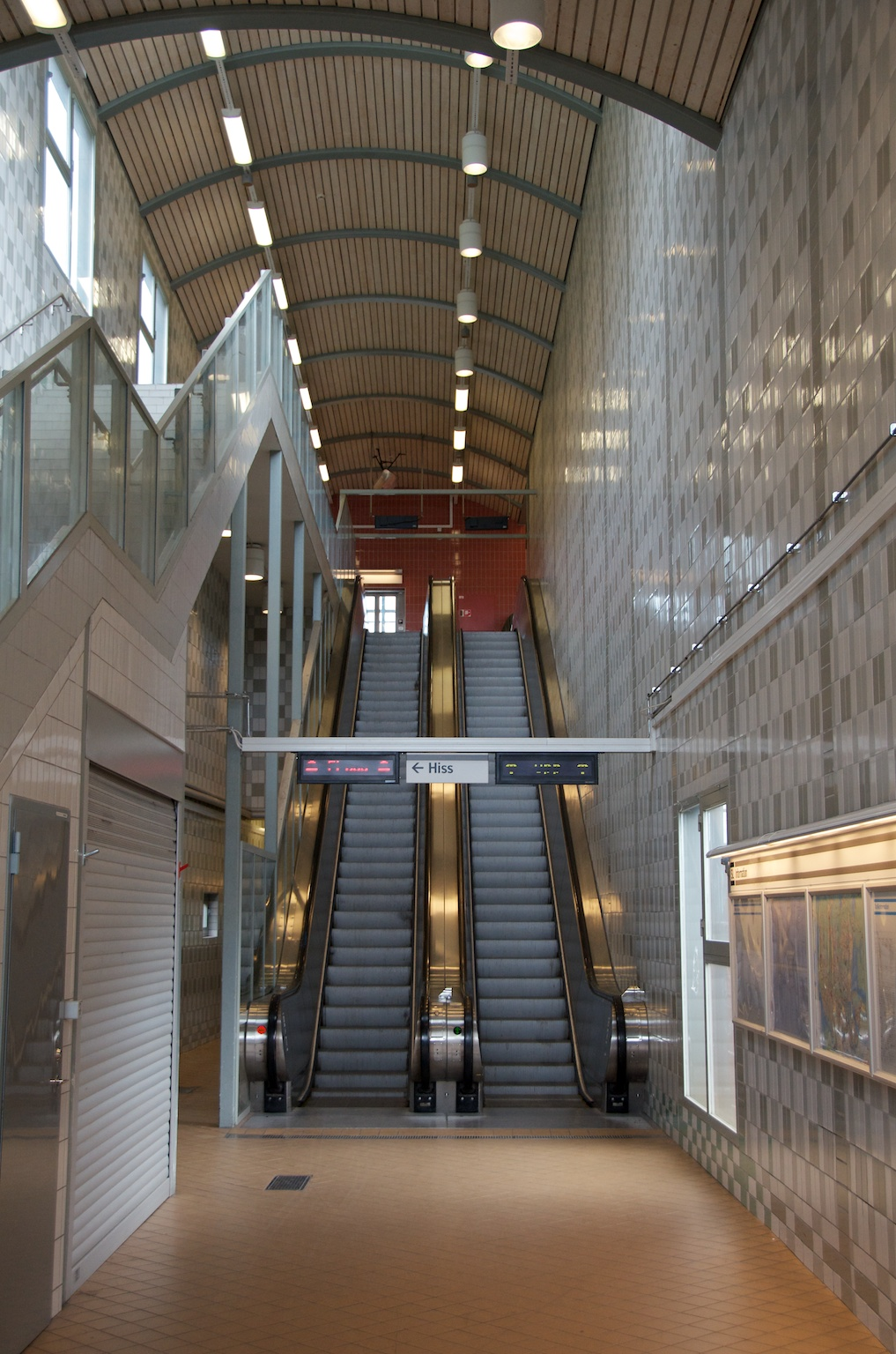
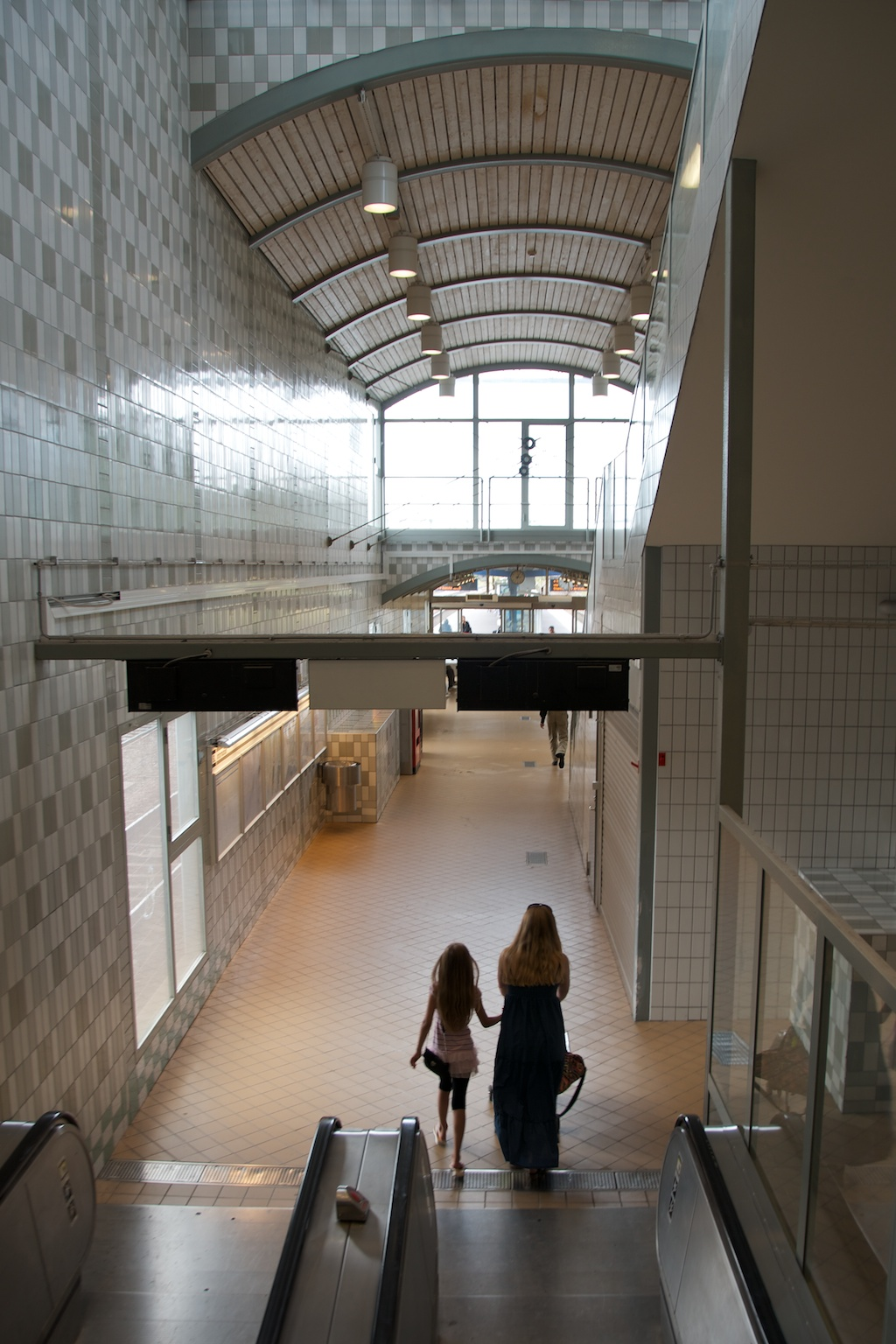
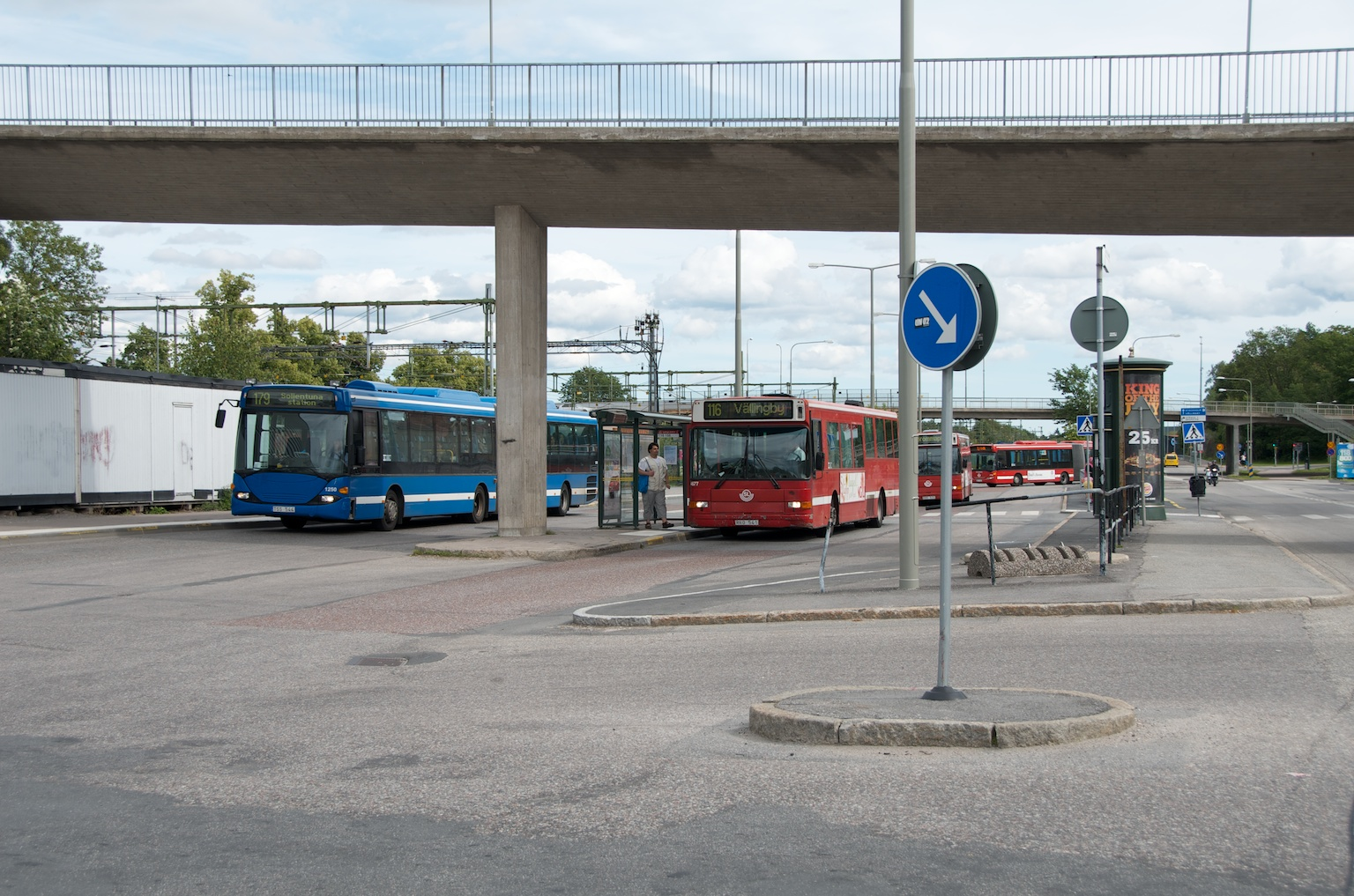

## Linie kolejowe
- Mälarbanan